# 720 Park Avenue
720 Park Avenue es un edificio residencial histórico en Lenox Hill en el Upper East Side de Manhattan en Nueva York (Estados Unidos). El edificio es una cooperativa de vivienda, cuenta con 34 apartamentos, un gimnasio y espacios de almacenamiento. Está asegurado por un portero a tiempo completo. 

## Historia
El edificio de 17 pisos se completó en 1928. Fue diseñado por Cross & Cross y Rosario Candela en el estilo neoclásico. Tiene 62,18 metros de altura. 
En la década de 1930, Jesse I. Straus, el copropietario de Macy's que se desempeñó como embajador de Estados Unidos en Francia de 1933 a 1936, vivía en un dúplex en este edificio.
El multimillonario Robert Ziff también es dueño de un apartamento en 720 Park Avenue
En 2008, el diplomático Carl Spielvogel, que se desempeñó como embajador de Estados Unidos en la República Eslovaca de 2000 a 2001, vendió su apartamento en el edificio al empresario Peter S. Kraus, presidente y director ejecutivo de AllianceBernstein, por 37 millones de dólares. En 2013, se cotizó un apartamento por 25 millones de dólares.